# Nonier
Die gens Nonia war eine plebejische römische Familie, welche das Gentilnomen Nonius (auch Nonnius und Nunnius) führte. Mitglieder der Familie traten erst ab den letzten Jahren der römischen Republik prominent in Erscheinung, tauchen in der frühen Kaiserzeit aber öfter auf. Die Familie muss gleichsam älter sein. Verbreitete Cognomen waren Asprenas, Balbus, Gallus, Quinctilianus und Sufenas. Ersteres war der Name der bedeutendsten Familie der Nonier, welche wahrscheinlich Picener waren.

## Mitglieder
- Aulus Nonius, kandidierte 100 v. Chr. als Volkstribun, wurde von seinen politischen Gegnern ermordet
- Gaius Salvius Liberalis Nonius Bassus, römischer Suffektkonsul (85)
- Gaius Nonius Proculus, Suffektkonsul unbekannten Jahres

- Lucius Nonius Asprenas (Suffektkonsul 36 v. Chr.)
- Lucius Nonius Asprenas (Suffektkonsul 6) (* um 30 v. Chr. † nach 20 n. Chr.)
- Lucius Nonius Asprenas (Suffektkonsul 29)
- Lucius Nonius Calpurnius Asprenas, römischer Suffektkonsul zwischen 70 und 74
- Lucius Nonius Calpurnius Torquatus Asprenas († nach 128), römischer Konsul 94 und 128
- Lucius Nonius Calpurnius Torquatus Asprenas (Suffektkonsul), römischer Suffektkonsul um 151
- Lucius Nonius Bassus, römischer Offizier, 2. Jahrhundert
- Lucius Flavius Silva Nonius Bassus, römischer Senator und Feldherr
- Marcus Nonius Arrius Mucianus, römischer Konsul 201
- Marcus Nonius Arrius Mucianus Manlius Carbo, römischer Senator, 2. Jahrhundert
- Marcus Nonius Arrius Paulinus Aper, römischer Stadtpräfekt, 3. Jahrhundert
- Marcus Nonius Balbus, römischer Politiker, Statthalter von Kreta 29/28 v. Chr.
- Marcus Nonius Gallus, römischer Feldherr, 1. Jahrhundert v. Chr.
- Marcus Nonius Macrinus, römischer Senator, 2. Jahrhundert
- Marcus Nonius Mucianus, römischer Konsul 138
- Marcus Nonius Sufenas, römischer Statthalter, 1. Jahrhundert v. Chr.
- Nonius Asprenas, Volkstribun 44 v. Chr.
- Nonius Atticus, Konsul 397
- Nonius Marcellus, spätrömischer Grammatiker
- Nonius Paternus, römischer Konsul 279
- Publius Nonius Asprenas (Konsul 38), römischer Konsul 38
- Publius Nonius Asprenas Caesius Cassianus, römischer Suffektkonsul 74/75
- Publius Nonius Macrinus, Quästor 138
- Sextus Nonius Quinctilianus, römischer Konsul 8
- Sextus Nonius Quintilianus, römischer Suffektkonsul 38
- Sextus Nonius Sufenas, römischer Prätor 81 v. Chr.